# بيت ردمان (الحيمة الخارجية)

تعديل مصدري - تعديل

بيت ردمان هي إحدى قرى عزلة الجحادب بمديرية الحيمة الخارجية التابعة لمحافظة صنعاء، بلغ تعداد سكانها 262 نسمة حسب تعداد اليمن لعام 2004.